# Abendstein (Brandenberger Alpen)
Der Abendstein (1596 m ü. A.) ist ein Gipfel in den Brandenberger Alpen in Tirol.

## Topographie
Der Berg ist der mittlere selbstständige Hauptgipfel eines sich über rund 5 km von West nach Ost erstreckenden, südlich der Blauberge gelegenen und nördlich dem Guffert vorgelagerten Höhenzugs, dem auch das Schneidjoch (1810 m) im Westen und das Raggstadtjoch (1545 m) im Osten angehören.

## Alpinismus
Der Gipfel wird von der Gufferthütte entweder über den Ostgipfel des Schneidjochs, die Rotwand, oder unmittelbar über Angeralm und Wildalm in rund einer Stunde erreicht. Vom Tal der Brandenberger Ache führt etwa halbwegs zwischen Erzherzog-Johann-Klause und Kaiserhaus ein weiterer, bezeichneter Aufstieg in etwa zwei Stunden zur Raggstadtalm, von der aus der Abendstein in etwa einer halben Stunde in einer flachen Gratbegehung erreicht wird. Eine weitere Anstiegsmöglichkeit besteht von der Issalm im Süden entweder über das Schneidjoch oder direkt auf den Gipfel.
An den steilen Wänden des Abendsteins gibt es zahlreiche Kletterrouten.